# Crotophaga major
El garrapatero mayor (Crotophaga major) es una especie de ave de la familia Cuculidae que vive en Sudamérica y el sur de América Central. 

## Descripción
Mide unos 48cm; de largo, de los cuales casi la mitad corresponden a su larga cola, y pesa alrededor de 170 g. El plumaje de los adultos es totalmente negro con irisaciones azules. Tiene un enorme pico, a medio camino entre el de un cuervo y un tucán, surcado longitudinalmente de líneas abultadas. El iris del ojo de los adultos es blanco mientras que el de los inmaduros es oscuro.

## Distribución y hábitat
Es un ave migratoria al menos en algunas partes de su área de distribución. Habita desde Panamá y Trinidad atravesando la Suramérica tropical, hasta el norte de Argentina. 
Esta ave se encuentra en manglares, bosques semiabiertos cerca a masas de agua, y los bordes de los bosques.

## Comportamiento
Es una especie muy gregaria que siempre se encuentra en ruidosos grupos. Entre sus llamadas se encuentran graznidos y sonidos parecidos a los del pavo. Se alimenta de insectos grandes, lagartijas y ranas.
Construye nidos comunales, que comparten varias parejas. Tiene forma de cuenco profundo de ramitas forrado con hojas situado que sitúan en un árbol entre 2 y 5 m de altura. Varias hembras ponen sus huevos azules en el mismo nido y comparten su incubación. Los nidos pueden contener de tres a diez huevos.